# Liover Peguero
Liover Peguero (Higüey, República Dominicana, 31 de diciembre de 2000) es un jugador profesional dominicano de béisbol que se desempeña en la posición de campocorto en Pittsburgh Pirates, equipo de las Grandes Ligas de Béisbol (MLB).

## Carrera
En 2022, Peguero hizo su debut en la MLB con el equipo Pittsburgh Pirates, donde lleva jugando tres temporadas.